# Lucien Gaudin Cocktail
Der Lucien Gaudin Cocktail ist ein Cocktail aus Gin, Triple Sec, Campari und Wermut und gehört zur Gruppe der Shortdrinks.

## Geschichte
Der Cocktail ist nach Lucien Gaudin benannt, einem französischen Fechter, der durch seine Teilnahmen an den Olympischen Sommerspielen 1920, 1924 und 1928 international bekannt wurde. 1928 errang Gaudin in Amsterdam zwei Goldmedaillen, wobei er im Florett-Einzel gegen den deutschen Erwin Casmir, nach einem zwischenzeitlichen K. O., erst mit Hilfe von Cognac (in Verbindung mit Aspirin und einer Massage) wieder auf die Füße gekommen sein soll.
Oft wird der Cocktail als „Prohibitions-Cocktail“ bezeichnet und seine Entstehung den Jahren der Prohibition in den Vereinigten Staaten (1920–1933) zugeordnet. Wann und wo er nach Gaudin benannt wurde und ob er schon zu Lebzeiten von Gaudin, der sich 1934 das Leben nahm, verbreitet war, ist allerdings nicht belegt. Die früheste bekannte Quelle für das Rezept ist der 1947 in den USA erschienene Bartender’s Guide. Ihr Autor, Victor Jules Bergeron alias „Trader Vic“, war erst Jahre nach Gaudins olympischen Erfolgen mit Cocktails in Berührung gekommen, als er Anfang der 1930er Jahre kurzzeitig als Aushilfe seines Onkels Feret in dessen Saloon in Oakland tätig war. 1934 – dem Todesjahr Gaudins – eröffnete Bergeron sein eigenes Restaurant Hinky Dinks und wurde später als Vorreiter des Tiki-Trends bekannt.
Größere Verbreitung erfuhr der Cocktail erst, nachdem er 2004, im Zuge einer allgemeinen Rückbesinnung auf historische Rezepturen seit Beginn der 2000er Jahre, in einer Sammlung alter und in Vergessenheit geratener Mixrezepte veröffentlicht wurde. In seinem Buch Vintage Spirits and Forgotten Cocktails bezeichnete Ted Haigh den Lucien Gaudin Cocktail als very mature Prohibition Cocktail („sehr erwachsenen Prohibitions-Cocktail“), jedoch ohne eine Quelle zu nennen.

## Zubereitung
Der im Bartender’s Guide Ende der 1940er Jahre veröffentlichte Lucien-Gaudin Cocktail besteht aus 3 Teilen (im Rezept 3⁄4 oz.) Gin und jeweils einem Teil (1⁄4 oz.) Cointreau, Campari und französischem Wermut, die mit Eisstückchen geschüttelt und in eine vorgekühlte Cocktailschale abgeseiht werden. Verbreiteter ist heute das 2004 von Ted Haigh adaptierte Rezept mit lediglich zwei Teilen Gin (im Rezept 1 oz. oder 3 cl) auf je einen Teil (½ oz. oder 1,5 cl) Cointreau, Campari und trockenen französischen Wermut, die in einem Rührglas mit Eiswürfeln gemixt und ohne Eis in ein Cocktailglas abgeseiht werden; garniert wird der Drink mit einer Orangenzeste.
Der Cocktail weist Ähnlichkeit mit dem Negroni auf, wobei der rote und süße italienische Wermut durch trockenen französischen Wermut und Orangenlikör ersetzt wird. Gegenüber dem Negroni, der regelmäßig aus gleichen Teilen Gin, Wermut und Campari besteht, ist zudem der Campari-Anteil halbiert, so dass der Lucien Gaudin Cocktail im Vergleich fruchtiger, aber weniger bitter erscheint.